# Просто так
«Просто так» — советский короткометражный рисованный мультипликационный фильм 1976 года киностудии «Союзмультфильм».

## Сюжет
Добрый мультфильм о том, как мальчик подарил грустному ослику букет цветов просто так. Ослик обрадовался, и в свою очередь подарил этот же букет щенку. Точно так же букет попал к медвежонку, а от него — к белочке. При каждой встрече повторялся один и тот же диалог: «Это мне? — Тебе! — А за что? — Просто так!». Все, к кому попадал этот букет, становились радостными, ведь так приятно получать подарки просто так.

## Создатели
| Автор сценария             | Жанна Витензон |
| Режиссёр                   | Стелла Аристакесова |
| Художник-постановщик       | Нина Юсупова |
| Композитор                 | Моисей Вайнберг |
| Оператор                   | Кабул Расулов |
| Звукооператор              | Борис Фильчиков |
| Ассистенты:                | Зоя Кредушинская, Владимир Рогов                                                                                                |
| Художник-декоратор         | Ирина Троянова |
| Художники-мультипликаторы: | Олег Сафронов, Эльвира Маслова, Александр Мазаев, Виталий Бобров, Александр Горленко, Иосиф Куроян                              |
| Роли озвучивали:           | Лидия Катаева — Белочка, Светлана Харлап — Мальчик, Юрий Авшаров — Ослик, Агарь Власова — Медвежонок, Мария Виноградова — Щенок |
| Монтажёр                   | Елена Тертычная |
| Редактор                   | Наталья Абрамова |
| Директор картины           | Любовь Бутырина |